# (29898) 1999 HG1
1999 إتش جي 1 (ويعرف أيضًا باسم (29898) 1999 إتش جي 1 وفق تسمية الكوكب الصغير) (بالإنجليزية: 1999 HG1)‏ هو كويكب ضمن حزام الكويكبات؛ وترتيبه 29898 من حيث الاكتشاف.
اكتُشف هذا الجُرم الفلكي بواسطة جون بروفتون في 19 أبريل 1999.

## وصلات خارجية
- (29898) 1999 HG1 في قاعدة بيانات مختبر الدفع النفاث لأجرام النظام الشمسي الصغيرة

- الاكتشاف · مخطط المدار ·  العناصر المدارية · المعلمات المادية

- (29898) 1999 HG1 على موقع ويكي سكاي: DSS2, SDSS, GALEX, IRAS, Hydrogen α, X-Ray, Astrophoto, Sky Map, Articles and images